# Noth
Noth ist eine Gemeinde im Zentralmassiv in Frankreich. Sie gehört zur Region Nouvelle-Aquitaine, zum Département Creuse, zum Arrondissement Guéret und zum Kanton La Souterraine. Sie grenzt im Norden an Saint-Léger-Bridereix, im Osten an Naillat, im Südosten an Saint-Priest-la-Plaine, im Südwesten an Lizières, im Südwesten an La Souterraine und im Westen an Saint-Agnant-de-Versillat. Im Zentrum der Gemeindegemarkung liegt ein See namens Étang de la Grande Gazine. Der Dorfkern liegt südlich dieses Gewässers. Noth wird im Süden von der Route nationale 145 tangiert.

## Bevölkerungsentwicklung
| Jahr      | 1962 | 1968 | 1975 | 1982 | 1990 | 1999 | 2008 | 2013 |
| --------- | ---- | ---- | ---- | ---- | ---- | ---- | ---- | ---- |
| Einwohner | 589  | 544  | 515  | 451  | 477  | 459  | 517  | 527  |

## Sehenswürdigkeiten
- Château de la Cazine
- Kirche Saint-Pierre-et-Saint-Paul, Monument historique
- Donjon aus dem 13. Jahrhundert Monument historique seit 1933

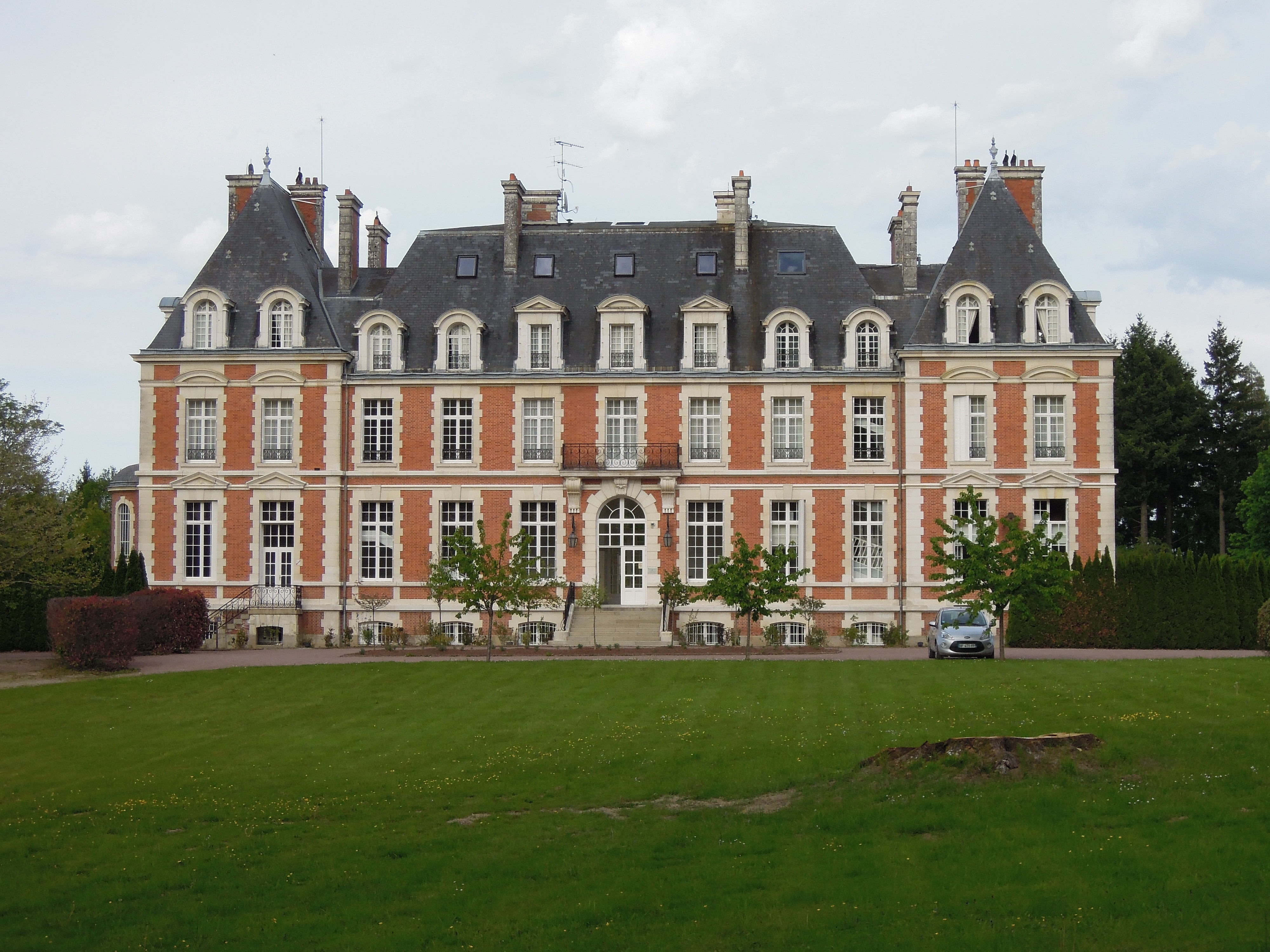
Château de la Cazine

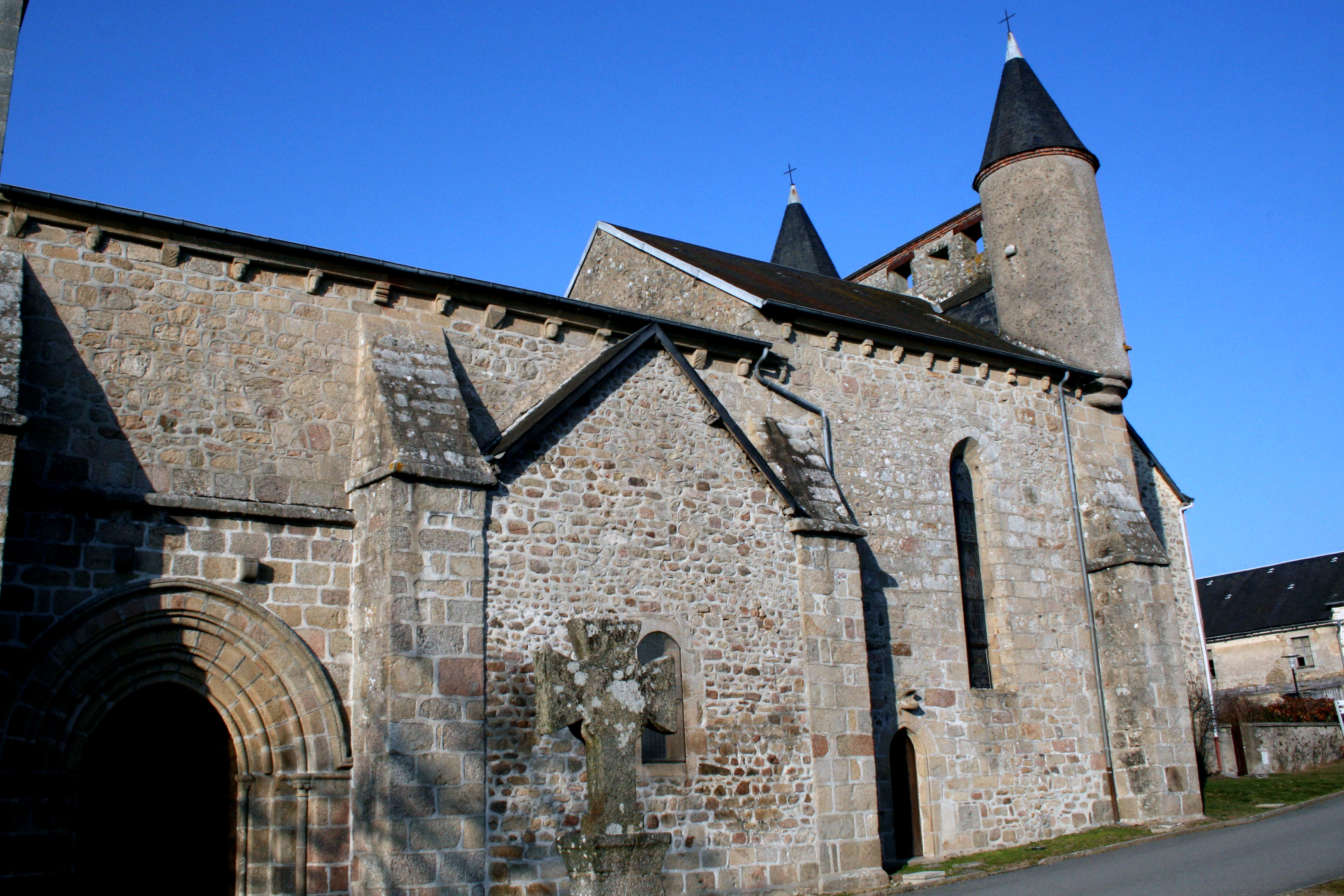
Kirche Saint-Pierre-et-Saint-Paul